# Acqui Terme
Acqui Terme (Àich in piemontese; Acqui fino al 1956) è un comune italiano di 18 962 abitanti della provincia di Alessandria in Piemonte. Esso si trova nella media-bassa valle del fiume Bormida, nell'alto Monferrato, ed è parte della regione geografica dell'Acquese. È inoltre uno dei centri zona della provincia, in quanto sede dell'ospedale, del polo scolastico superiore e di altri servizi per i cittadini.

## Geografia fisica
Acqui Terme sorge nella zona sud-orientale dell'alto Monferrato sulla sponda sinistra del fiume Bormida, che, dopo la confluenza dei due rami di Spigno e di Millesimo, si apre la strada verso la pianura di Alessandria, tra colline dolcemente ondulate.
La città sorge in una posizione strategica all'incrocio di alcune strade importanti: la statale del Turchino che va da Asti a Nizza Monferrato, Acqui, Ovada e Voltri e quella della Val Bormida che da Alessandria porta fino a Savona, attraverso il Colle di Cadibona; infine quella del Sassello, da Acqui a Varazze e Savona per il Colle del Giovo, un percorso panoramico ma ricco di tornanti.
Il nucleo più antico è il Borgo Pisterna, adiacente al Borgo Nuovo e al Borgo San Pietro: rappresentano assieme l'attuale centro della città, che si è poi via via andato sviluppando sia verso la pianura che verso la collina. In epoca più recente e al di là del fiume Bormida si è sviluppata la zona termale e dei Bagni, con l'Hotel Antiche Terme, sede di un grandioso parco, gli stabilimenti termali e numerosi alberghi, e le frazioni di Ovrano e Lussito.

## Storia

### Il mito
Secondo una leggenda, Acqui sarebbe stata fondata da coloni greci, attirati dalla presenza di acque termali.
La tradizione è scaturita forse dal nome "grecizzante" (almeno così lo tramanda Tito Livio) di Carystum, capoluogo dei Liguri Statielli, simile a quello di alcune città greche.

### La preistoria e l'età romana
Anche se ritrovamenti verificatisi nel territorio circostante (Ponzone, Sassello) risalgono al Paleolitico, le prime testimonianze finora individuate della presenza umana ad Acqui risalgono al Neolitico (5500-3500 a.C.): un insediamento si trovava vicino al fiume Bormida in regione Fontanelle. Già nell'età del bronzo fu abitata da popolazioni Liguri, in particolare dalla tribù degli Statielli il cui centro principale, Carystum, si trovava probabilmente nel luogo in pace con Roma. Infatti dopo essere stati attaccati e sconfitti a tradimento, il senato si pronunciò per la prima volta a favore di una popolazione "barbara" e decretò la liberazione ed il risarcimento degli sconfitti. Tra il II ed il I secolo a.C. si formò il centro urbano denominato Aquae Statiellae o Aquae Statiellensium, ad indicare che l'antico popolo, ormai romanizzato, non venne disperso.
L'importanza della città crebbe con la costruzione nel 109 a.C. della via Aemilia Scauri, che univa Dertona a Vada Sabatia (le odierne Tortona e Vado Ligure), passando per Acqui e per il Passo di Cadibona. In età imperiale questa via fu ridenominata via Julia Augusta: essa era tra i maggiori collegamenti terrestri e congiungeva la Pianura Padana, attraverso la Riviera di Ponente, con la Gallia Narbonense e la Spagna.
Come altri centri della Gallia Cisalpina, ottenne lo ius Latii nell'89 a.C. e poi la piena cittadinanza in età cesariana, divenendo municipio assegnato alla tribù Tromentina, inserita nella Regione IX augustea. Essa governava un territorio (municipium) esteso tra la sponda sinistra del torrente Orba e il crinale appenninico e comprendente le medie e basse valli del torrente Belbo (fino a Cossano Belbo) e delle due Bormide (fino a Cortemilia e Dego), oggi amministrativamente diviso tra le provincie di Alessandria, Asti, Cuneo e l'entroterra delle provincie di Savona e Genova.
Le sorgenti termali di Acqui, inoltre, godettero certamente di notevole prestigio. Lo scrittore latino Gaio Plinio Secondo le ricorda tra le più importanti del mondo romano, insieme a quelle di Puteoli (Pozzuoli) e di Aquae Sextiae (Aix-en-Provence). La città romana era dotata infatti di almeno tre impianti termali, di cui sopravvivono oggi alcuni resti. Un monumentale acquedotto, inoltre, garantiva l'approvvigionamento di acqua comune sia per gli usi termali che per quelli domestici e produttivi.

### La tarda antichità e l'alto Medioevo
Nel tardo impero, forse già nel IV secolo, ad Acqui si sviluppò una comunità cristiana e la città fu sede vescovile, e fu sede di un presidio di Sarmati.
San Maggiorino fu il primo vescovo della città, forse alla fine del IV secolo. La presenza delle terme (ancora in uso in età gota - come afferma Cassiodoro - e longobarda - secondo Paolo Diacono) e di una cattedra episcopale garantirono la sopravvivenza della città anche durante il difficile periodo altomedievale, a differenza di numerosi altri centri del Piemonte meridionale che vennero abbandonati proprio in questo periodo (Libarna, Pollentia, Augusta Bagiennorum, Vardacate, Industria, Forum Fulvii etc.).
La conquista longobarda, probabilmente, si verificò entro gli ultimi decenni del VI secolo: nei pressi della città in località Bossallesio, è stata rinvenuta una piccola necropoli longobarda risalente forse alle prime fasi dell'occupazione. Acqui, inclusa forse nel Ducato di Asti, era un territorio di confine dal momento che la Liguria costiera era in mani bizantine. Sotto i Franchi fu sede di comitato nell'ambito della marca aleramica.

### Tra Vescovo e Comune (secoli X - XII)
Come in molte città dell'Italia settentrionale, in età ottoniana il potere pubblico è esercitato dal Vescovo, che nel 978 riceve un diploma imperiale da Ottone II. A quell'epoca si avviarono i lavori di costruzione dell'ampia cattedrale, dedicata all'Assunta, per iniziativa del vescovo Primo, e forse la costruzione della prima cinta muraria.
Nel secolo seguente Vescovo san Guido (patrono della città e della diocesi) ultima i lavori di costruzione della cattedrale, che consacra nel 1067, e fonda in città due monasteri uno femminile (Santa Maria de Campis) e uno maschile presso l'antica chiesa di origine paleocristiana di San Pietro. Già nei primi decenni del XII secolo si sviluppa il Comune (la prima attestazione è del 1135), che cercò di affermare la propria autonomia nei confronti del Vescovo e su un contado di modesta estensione.
Lo sviluppo di Acqui subì un arresto con la fondazione nel 1168 della città nuova di Alessandria, promossa da Genova e dai Comuni della Lega Lombarda ostile all'imperatore Federico Barbarossa: la nuova città, infatti cercò di strappare la sede vescovile, con gravi conseguenze politico-economiche, ad Acqui, con l'appoggio del papa allora regnante Alessandro III (da cui Alessandria prendeva il nome).
Molte volte, gli Alessandrini si scontrarono con Acqui, volendo assumere il controllo del territorio attorno ad Acqui. Per questo Acqui non aderì alla Lega Lombarda ma fu quasi alleata alla parte imperiale (come rivela l'aquila nel suo stemma).
Una volta cessate queste guerre nel 1234 grazie a Federico II di Svevia, iniziarono le lotte intestine tra le famiglie dei Blesi e dei Bellingeri.

### Acqui nel Monferrato (il tardo Medioevo e l'età moderna)

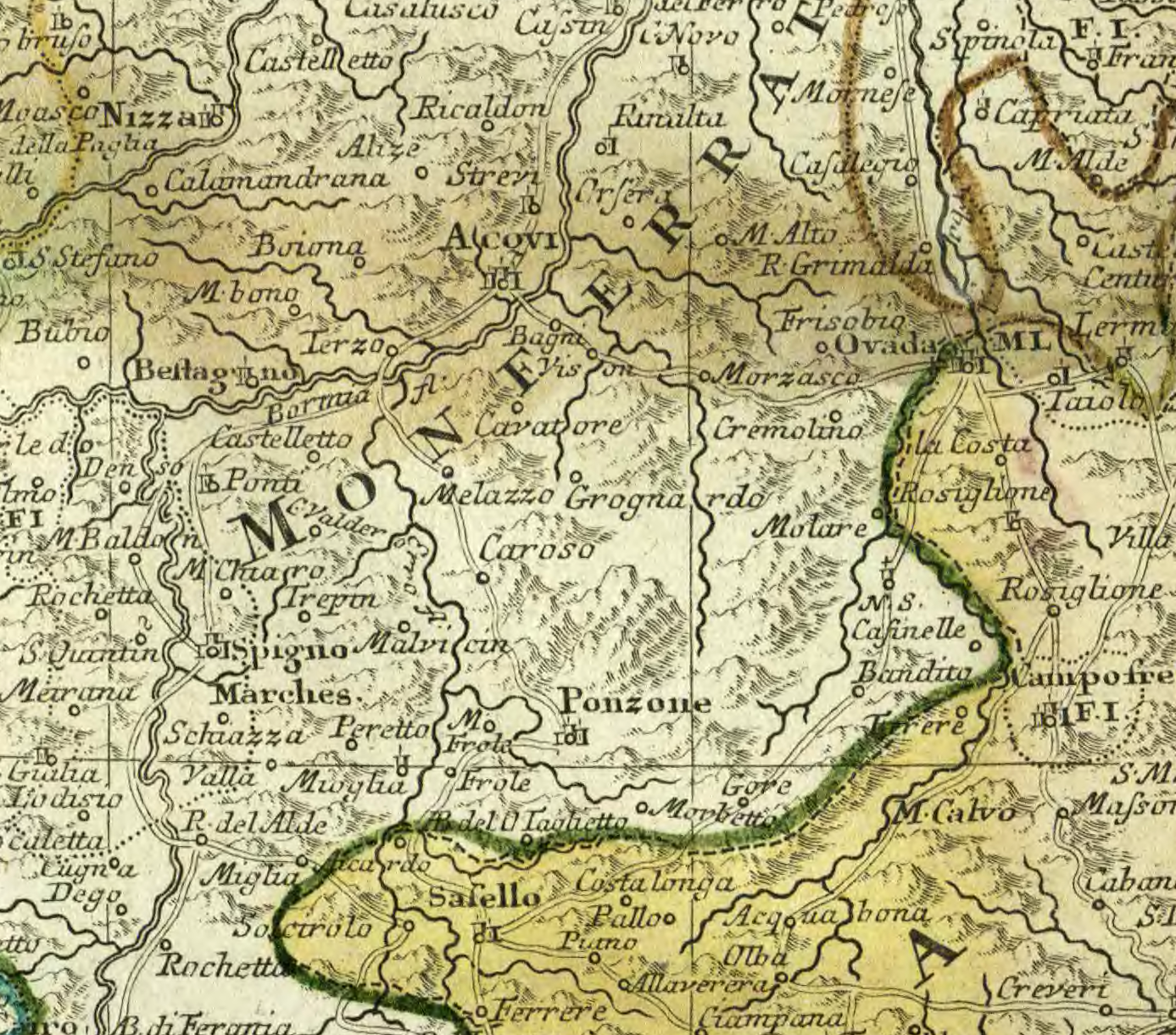
Estratto della Mappa Geographica Statvs Genuensis realizzata da Tobias Mayer nel 1749, centrato su Acqui Terme. La cittadina si trovava già allora lungo alcuni dei percorsi viari che univano il Piemonte con la Liguria.

Nel 1278, non riuscendo più a sostenere le minacce di Alessandria e di altre potenze ostili, dilaniata dalle lotte interne, Acqui preferì consegnarsi al marchese Guglielmo VII del Monferrato.
Da allora, salvo brevi parentesi, come sotto Carlo I d'Angiò, Acqui rimase stabilmente parte del Monferrato anche quando, nel 1306, la dinastia aleramica si estinse e il marchesato passò a un ramo cadetto della famiglia imperiale bizantina, i Paleologi (eredi degli Aleramici in linea femminile). Tra il 1322 ed il 1345 Acqui venne occupata da Roberto d'Angiò, per ritornare successivamente ai marchesi del Monferrato.
Nel 1431, venne occupata, come altre parti del marchesato, dai Visconti di Milano, ma già nel 1436 torna ai Paleologi, che avevano richiesto l'aiuto di Amedeo VIII di Savoia. Nel 1533 anche la casa paleologa si estinse e tutto il Monferrato passò ai duchi di Mantova. Nel 1566 fu sede del senato locale e danneggiata dalle guerre tra spagnoli e francesi e dalla successiva peste del 1630. L'annessione del Monferrato (e di Acqui) al Piemonte sabaudo si verificò nel 1708.

### L'età contemporanea
Nei primi anni della seconda guerra mondiale, tra il 1941 e il 1943, Acqui fu con Casale Monferrato uno dei due comuni dell'Alessandrino designati come luogo di internamento libero per ebrei stranieri. Dopo l'8 settembre 1943, con l'occupazione tedesca, il gruppo dei profughi immediatamente lasciò il paese e si disperse; riusciranno tutti a sfuggire alla cattura e alle deportazioni. Furono invece arrestati ad Acqui e deportati 12 membri della locale comunità ebraica (altri 16 furono catturati in altre località e 6 acquesi non-ebrei furono deportati come politici).

### Simboli
Lo storico stemma di Acqui Terme, adottato tra la fine del XIII secolo e l'inizio del XIV, è stato ufficialmente riconosciuto con il decreto del capo del governo del 30 maggio 1940.
Il gonfalone civico è stato concesso con il decreto del presidente della Repubblica del 9 ottobre 1981.
La croce patente, secondo alcuni storici acquesi tra i quali Guido Biorci, ricorderebbe la partecipazione di Acqui alle Crociate; più probabilmente è un simbolo del dominio temporale dei vescovi e la si ritrova su monete coniate durante il regno dell'imperatore Federico (I o II). L'aquila con la lepre è citata per la prima volta nel XIV secolo dal cronista Benzo di Alessandria: «Civitas hujus sigillum habet aquilae figuram unguibus sustinentem leporem et versum talem».

## Monumenti e luoghi d'interesse

### Architetture religiose

#### Chiesa di San Francesco

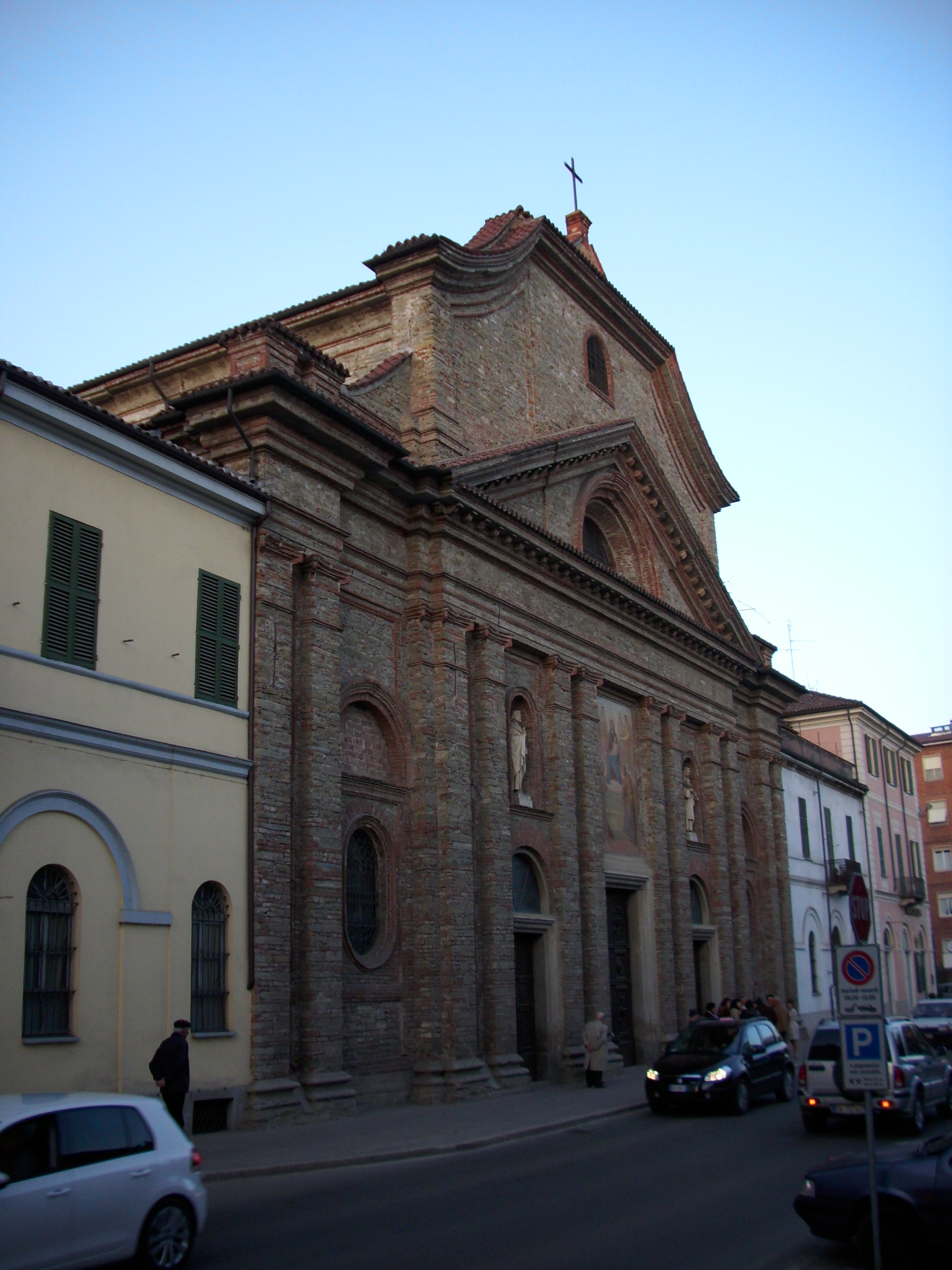
La chiesa di San Francesco

Poco distante dalla Bollente sorge la chiesa di San Francesco (già di San Giovanni), anticamente collegata ad un convento francescano di cui sopravvivono, ad essa adiacenti, due chiostri quattrocenteschi.
La chiesa fu quasi integralmente ricostruita (tranne l'abside e il campanile gotici) in stile neoclassico a metà del XIX secolo.
Oltre ad un pregiato portone ligneo dello scultore Giulio Monteverde (1837-1917) presenta una monumentale facciata con grande timpano e l'interno con volta a botte, affrescata da Pietro Ivaldi da Ponzone detto "Il Muto".
Vi si conserva una tela di Guglielmo Caccia Moncalvo.

#### Cattedrale di Santa Maria Assunta

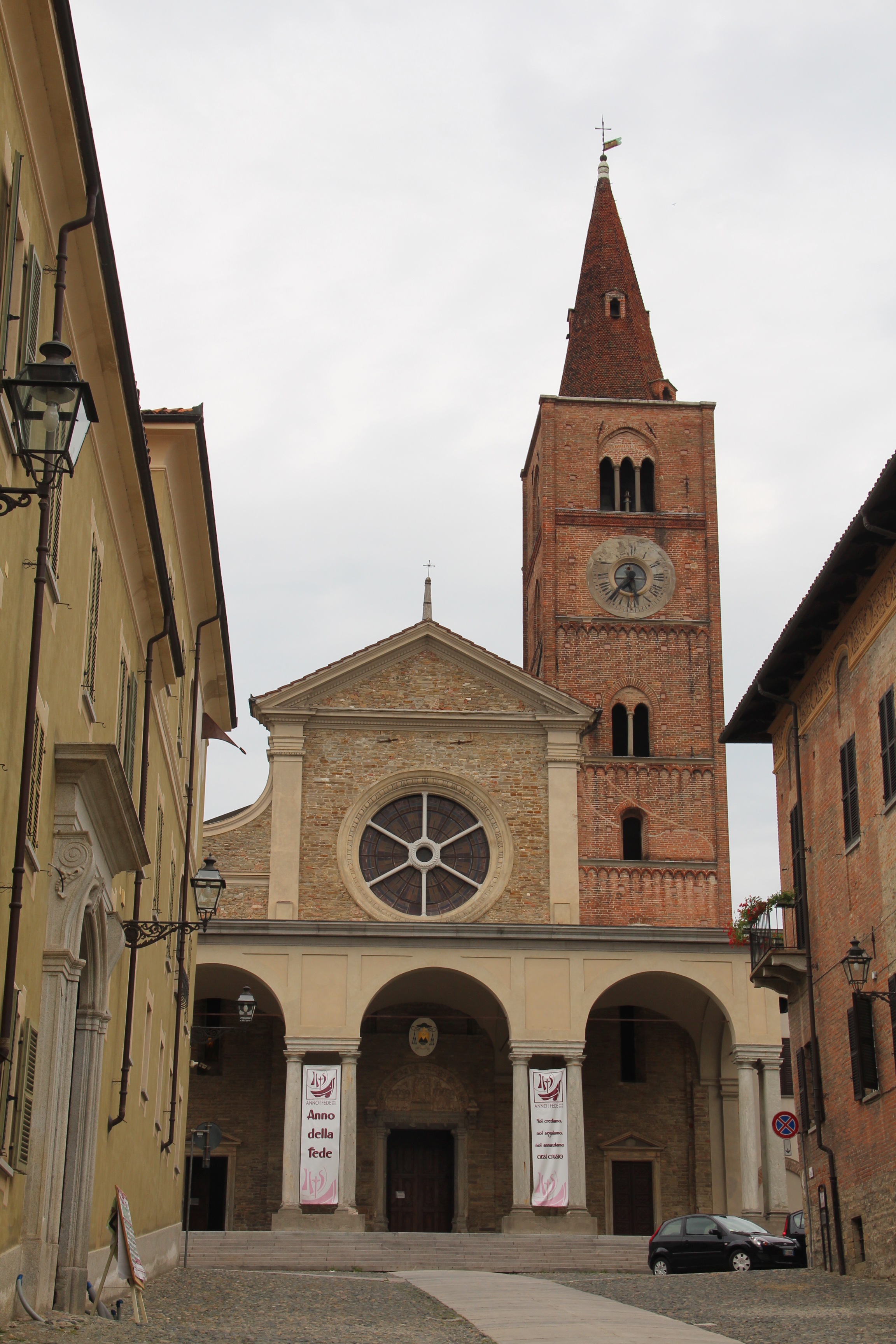
La cattedrale di Santa Maria Assunta

La cattedrale di Santa Maria Assunta fu costruita a partire dal X secolo e consacrata nel 1067 dal vescovo Guido, venerato come santo patrono della città e della diocesi. Si tratta di un edificio romanico con pianta a croce latina originariamente a tre navate, divenute cinque nel XVIII secolo. L'interno presenta decorazioni settecentesche ed ottocentesche: sono notevoli l'altare barocco di san Guido d'Acqui e il trittico della Annunciazione o della Madonna di Monserrat del pittore catalano Bartolomeo Bermejo (fine XV secolo).

#### Chiesa di San Pietro

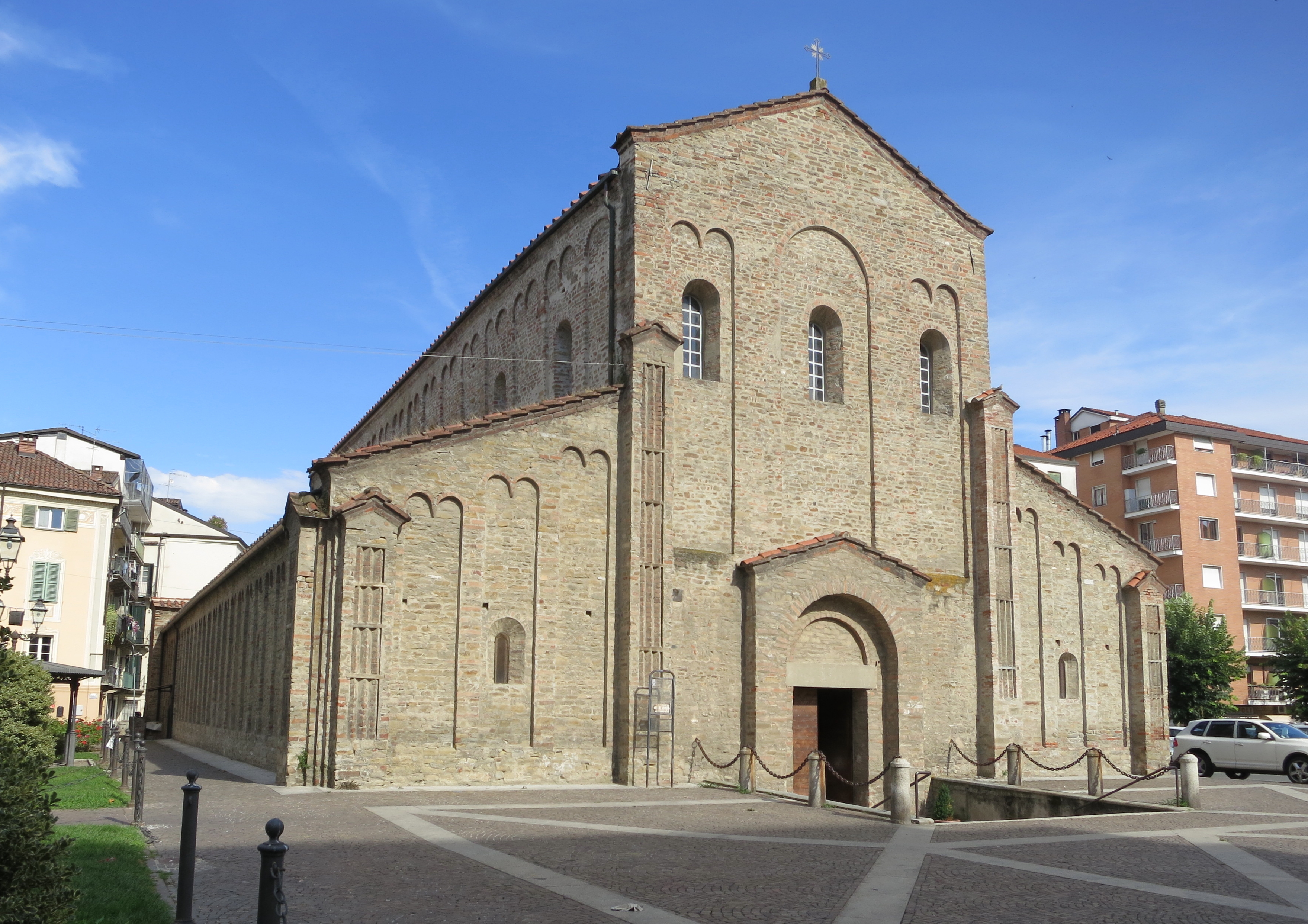
L'antica cattedrale di San Pietro

La chiesa di San Pietro, nota anche come chiesa dell'Addolorata, ha origini paleocristiane. Venne quasi integralmente ricostruita tra X ed XI secolo in stile romanico quando vi si stabilì un'abbazia benedettina.
Profondamente trasformata nel XVIII secolo, fu restaurata (e parzialmente ricostruita in stile neo-romanico) negli anni trenta del XX secolo. Restano originali la navata centrale e parte delle navate laterali, le absidi e il campanile a pianta ottagonale.
Ha la dignità di basilica minore.

#### Chiesa di Sant'Antonio Abate
La chiesa di Sant'Antonio Abate fu eretta nel 1608 dai Barnabiti sotto il titolo di San Paolo collegata al convento omonimo fu ricostruita nel 1701.
Nel 1812 vi venne trasferita la confraternita di Sant'Antonio.
Pregevolissimo l'arredo ligneo rococò.

### Architetture civili

#### La Bollente
Al centro di Piazza della Bollente, sul lato del centralissimo corso Italia, è posta un'edicola marmorea ottagonale, realizzata nel 1879 dall'architetto Giovanni Ceruti. Questa circonda una fonte termale da cui sgorga acqua bollente e curativa: 560 litri al minuto a 74,5 °C di un'acqua sulfureo-salso-bromo-iodica.
Un'antica tradizione narra che i bambini appena nati fossero portati alla fonte per esservi immersi per un attimo: se ne uscivano vivi, meritavano l'appellativo di sgaientò, ossia scottati.

#### Il palazzo comunale

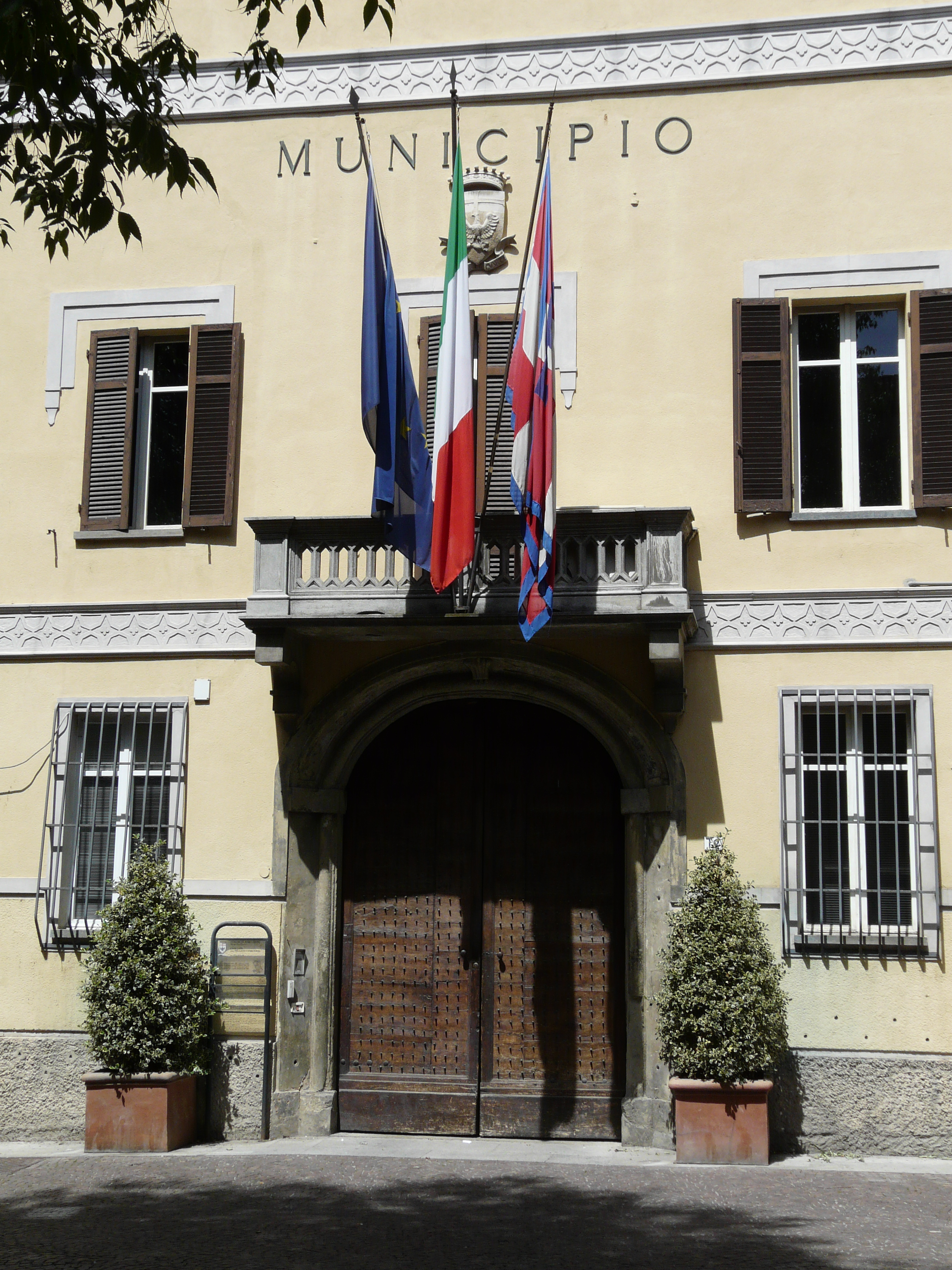
Ingresso del Palazzo comunale

Sulla stessa piazza Levi ospitante la Chiesa di San Francesco, vi sono due importanti edifici: il Palazzo Comunale, già dimora dei Conti Lupi di Moirano, costruito nel XVII secolo e divenuto sede municipale agli inizi del Novecento (quando fu eretta la torre civica) e la Casa Robellini, costruita nel Cinquecento con trasformazioni settecentesche.
Nei sotterranei ha sede l'Enoteca regionale.

#### La torre civica

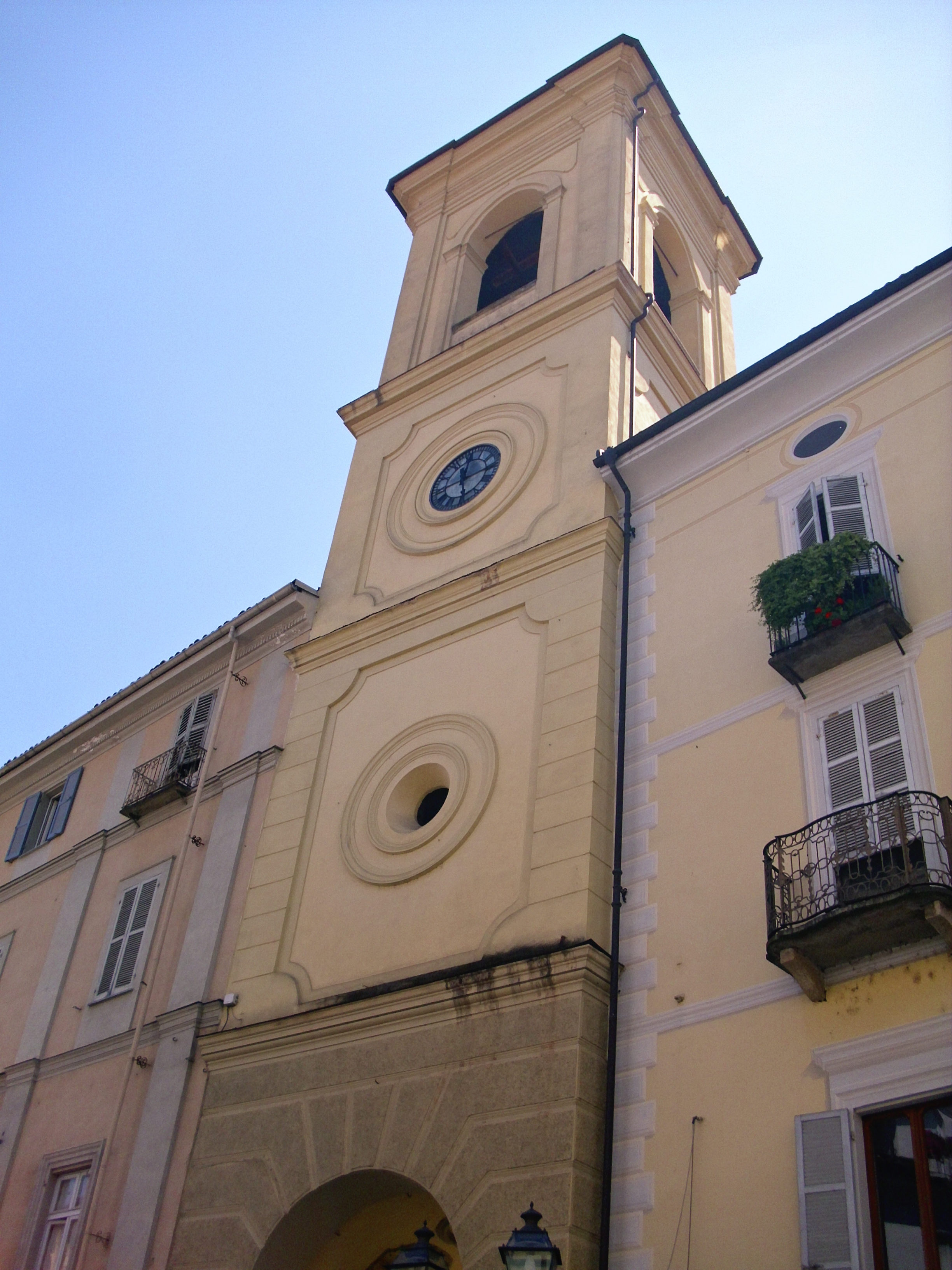
Torre civica

La Torre Civica affacciata su piazza della Bollente frutto nel 1763 di una sopraelevazione di un piano di una porta dell'antica cinta muraria d'età comunale (secoli XII-XIII), è dotata di campana e altri congegni e funse da orologio civico cittadino a partire dalla fine del Settecento. Attorno alla medesima piazza anticamente sorgeva il ghetto ebraico.

#### Altri edifici di interesse storico
Tra gli altri edifici di interesse storico possiamo annoverare il Palazzo Vescovile, la cui edificazione iniziò nella prima metà del XV secolo e terminò nel 1592, grazie al vescovo Francesco dei Conti di San Giorgio e Biandrate.
Nella adiacente via Verdi sorge l'antico Ospedale di Santa Maria Maggiore, costruito anch'esso nel XV secolo e attualmente sede del Ricovero Ottolenghi, al cui interno si trova un gruppo bronzeo dello scultore Arturo Martini.
Ha sede nel cinquecentesco ospedale cittadino di cui resta il triplice ordine dei loggiati.
Palazzo Robellini è costruito da Giovanni Antonio Robellini sul finire del 500, come è testimoniato dall'importante colonnato, fu riplasmato nel XVIII secolo dai Dagna Sabina cui si deve lo scalone e gli ambienti aulici.
Al suo interno oggi sono ospitati gli uffici dell'assessorato alla cultura e la sala mostre comunale.
Nelle cantine ha sede l'Enoteca Regionale. Palazzo Roberti, della fine del XVI secolo, con facciata ottocentesca su Piazza Addolorata. CasaTimossi in via Garibaldi, risalente agli inizi del XVIII secolo, costruita pare sul sedime di un antico convento benedettino, con la facciata interna abbellita da rilievi mitologici di Gianni Remuzzi.

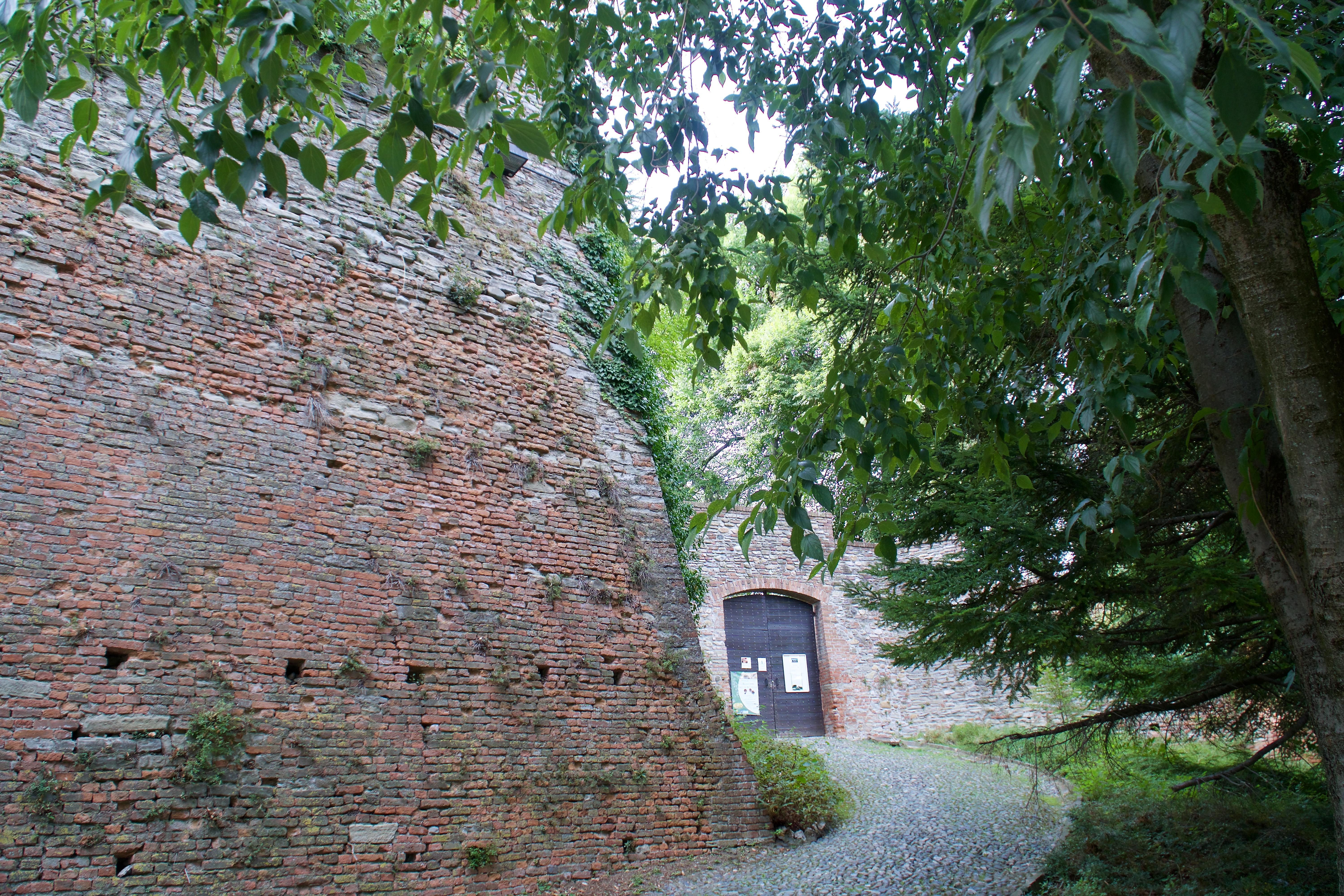
Entrata del castello dei Paleologi.

### Architetture militari

#### Castello dei Paleologi

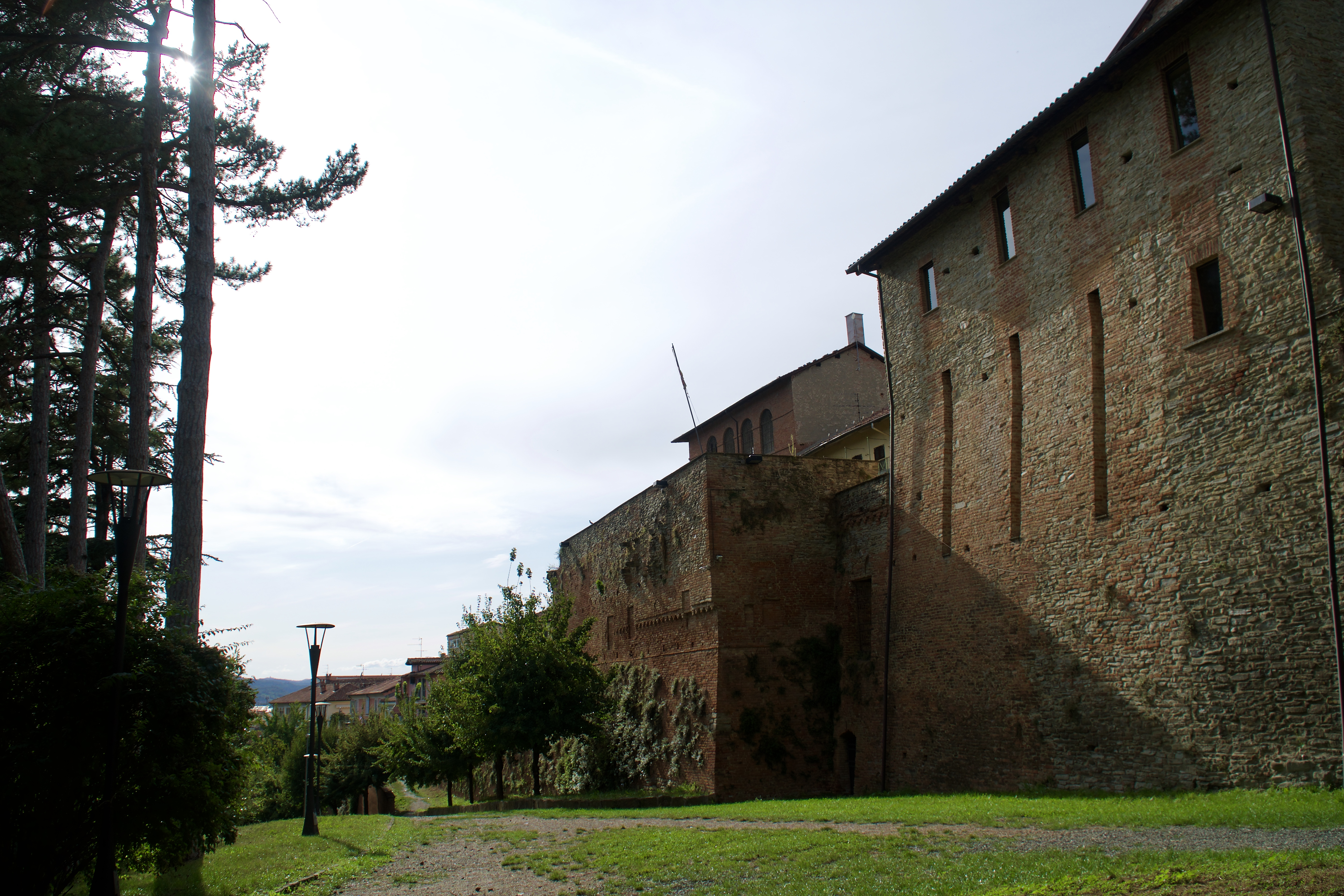
Mura del castello dei Paleologi, più parte del parco del castello.

Il castello dei Paleologi è citato per la prima volta nel 1056; esso venne ricostruito nel XV secolo dal marchese di Monferrato Guglielmo VIII Paleologo.
Con l'utilizzo della polvere da sparo divenne inadeguato dal punto di vista difensivo e fu più volte danneggiato ed espugnato.
Tra i primi del XIX secolo e gli anni Ottanta del XX secolo ha svolto le funzioni di carcere giudiziario.
Parte del castello ospita il Museo Archeologico comunale che custodisce numerosi reperti, soprattutto di epoca romana rinvenuti nei dintorni della città.
È inserito nel sistema dei "Castelli Aperti" del Basso Piemonte.

### Siti archeologici

#### L'acquedotto romano

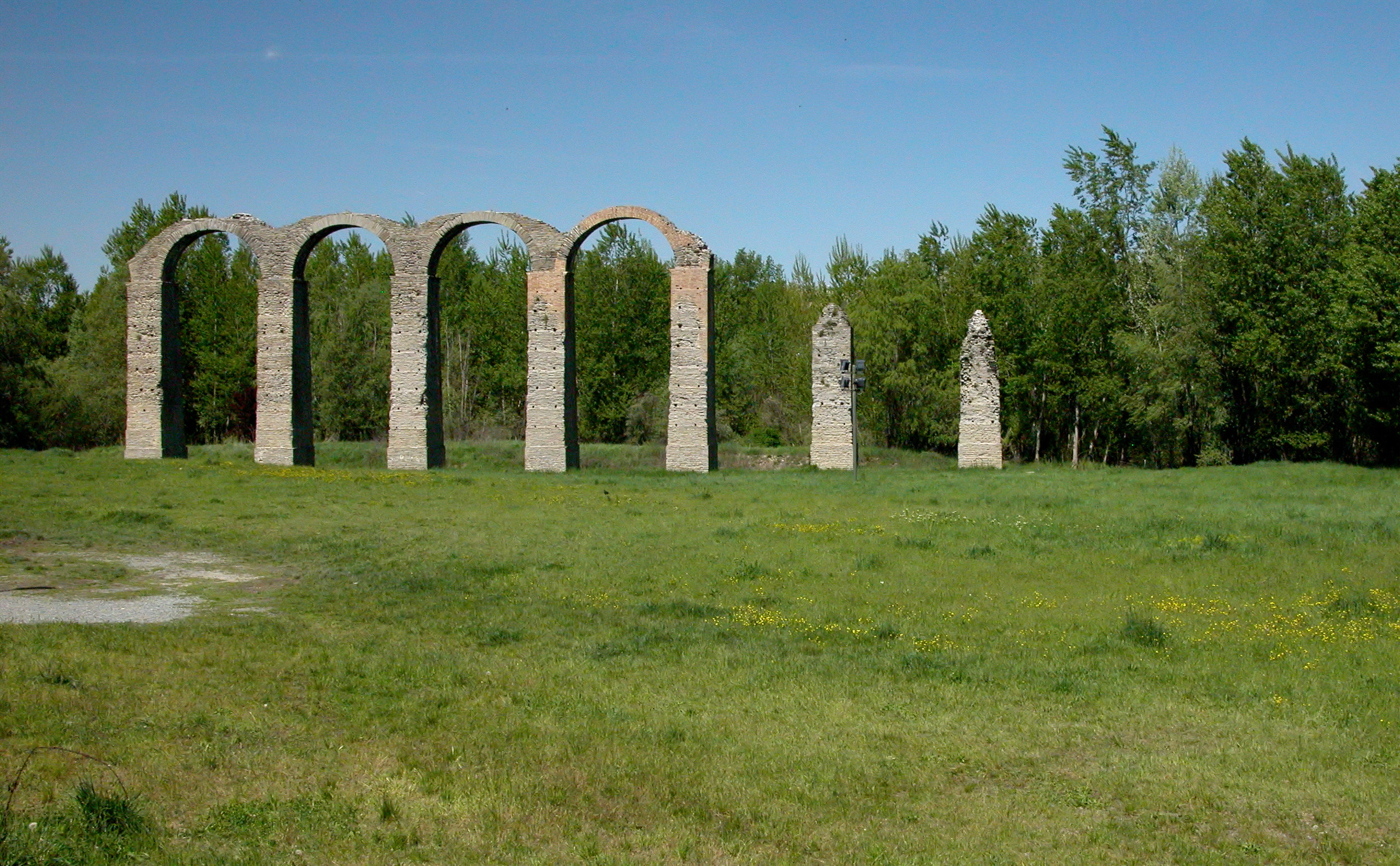
I resti dell'acquedotto romano.

Visibili dal ponte Carlo Alberto sul fiume Bormida, sono i resti dell'acquedotto romano costituito da 15 pilastri e 4 archi.
La struttura, uno dei simboli della città, risale a epoca imperiale; la conduttura era originariamente lunga 13 km e attingeva l'acqua dal torrente Erro, nei pressi di Cartosio attraversando anche il territorio di Melazzo.
Si tratta di una delle strutture di questo genere meglio conservate dell'Italia Settentrionale. Altre importanti testimonianze del periodo romano si trovano in città, ad esempio i resti della piscina del calidarium di un impianto termale.

#### Vasca romana
Resti facenti parte di un vasto complesso termale risalente all'età imperiale, ritrovati presso l'attuale Corso Bagni nel 1913, durante la costruzione di nuovi portici accanto all'Hotel Nuove Terme.

#### Necropoli romana
Rinvenuta nel 2025 vicino a via Badano, in una zona da tempo sottoposta a vincolo archeologico.

### Storia delle sorgenti termali
Nel quartiere Bagni, sulla sponda destra della Bormida, si trovano altre sorgenti termali (Lago delle Sorgenti, formato da sette fonti a 45-55 °C; fontanino dell'Acqua Marcia, circa 20 °C). Qui, alla fine del Quattrocento, venne eretto uno stabilimento termale chiamato Antiche Terme, distrutto nel XVII secolo da una frana. L'attuale edificio, ricostruito nel 1687, fu ampliato nel XIX secolo con l'aggiunta di padiglioni e di un intero piano.
Nei pressi si trova lo stabilimento termale “Regina” ed una vastissima piscina natatoria costruita nel 1927.
Origine affine alle precedenti hanno le acque ipotermali scaturenti nel comune di Visone dal cosiddetto "Fontanino di Visone", nei pressi della stazione ferroviaria. Queste ultime subiscono subito però un notevole raffreddamento durante la risalita (temperatura: 21,8 °C) ed una forte commistione con acque sotterranee superficiali.
L'altro stabilimento termale risale agli ultimi decenni del secolo XIX ed è denominato “Nuove Terme”: è collocato ai margini del centro storico (sponda sinistra della Bormida), in Piazza Italia, dove dal 1º gennaio 2000 si trovano due fontane monumentali dette "delle Ninfe" e "delle Ninfee".
Dal 2009 la ex fontana delle ninfe, non più attrezzata come tale, pur rimanendo invariata nella geometria si presenta come un'aiuola ricca di fiori e con all'interno olivi secolari.
Questo rinnovamento migliorò dal punto di vista estetico e pratico l'atmosfera di Piazza Italia, rendendola meno appesantita da gelidi marmi e più aperta all'occhio del turista, proprio davanti all'entrata del Grand Hotel Nuove Terme. Il bassorilievo in marmo di Carrara della fontana delle Ninfe, dopo la sua trasformazione in aiuola, fu ricollocato nel giardino del Castello dei Paleologi.
Dal 2023, anche il giardino è stato sostituito da una nuova fontana al centro della città, caratterizzata da vasche e ugelli che spruzzano giochi d’acqua, il tutto arricchito da un impianto di illuminazione a LED che crea suggestivi effetti scenografici nelle ore serali.

## Società

### Evoluzione demografica
Abitanti censiti

### Etnie e minoranze straniere
Al 31 dicembre 2019 gli stranieri residenti nel comune erano 2076. Di seguito sono riportati i gruppi più consistenti:
1. Marocco, 707
2. Albania, 523
3. Romania, 354
4. Ecuador, 100
5. Cina, 94
6. Repubblica di Macedonia, 93
7. Repubblica Dominicana,29
8. Bulgaria,27
9. Ucraina, 25
10. Senegal, 23
11. Pakistan,18
12. Moldavia,13

### La comunità ebraica di Acqui Terme

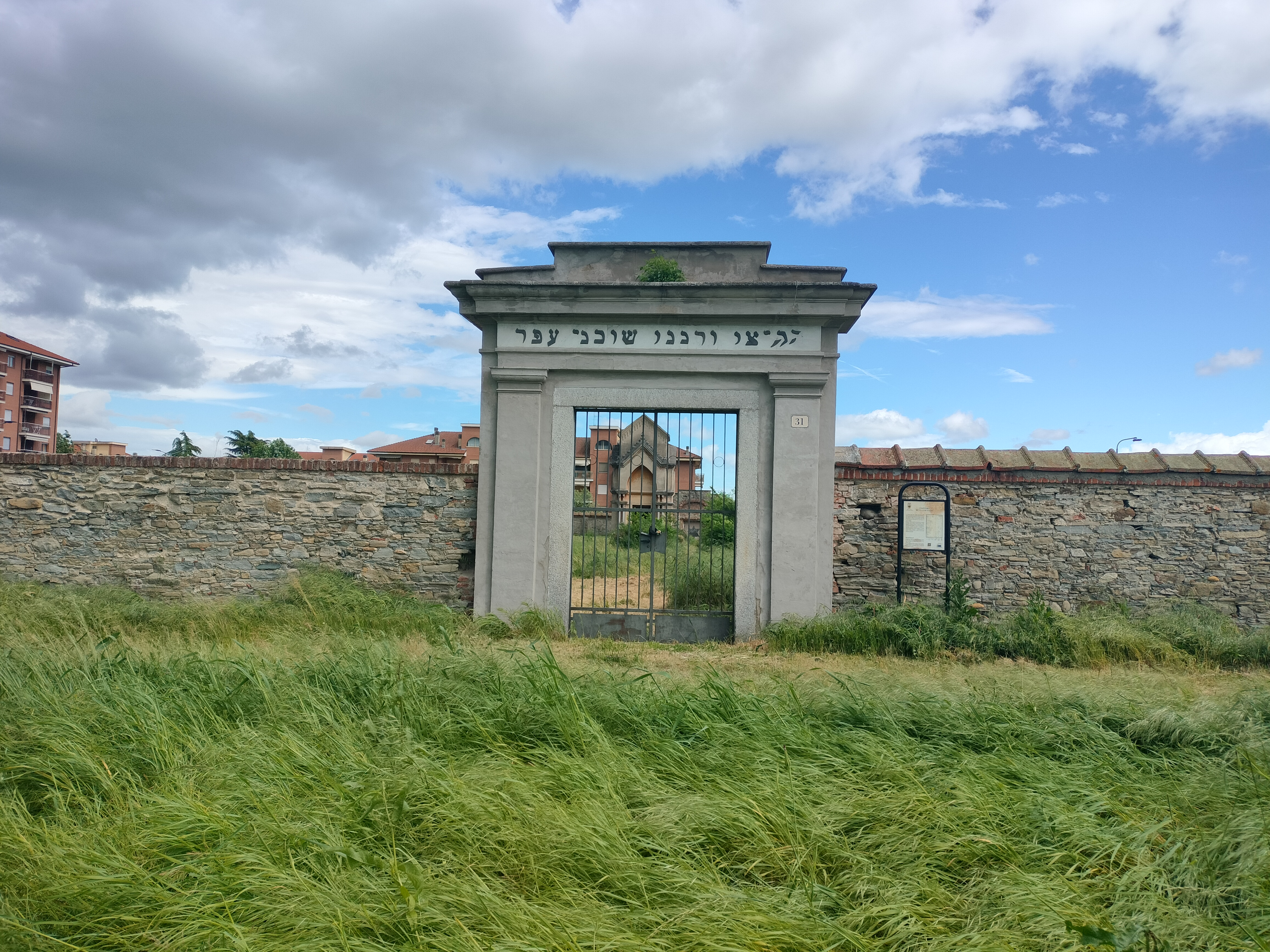
Ingresso del cimitero ebraico di Acqui Terme

Acqui Terme fu sede, fino agli anni precedenti la Seconda guerra mondiale, di una fiorente comunità ebraica. A testimonianza della sua storia rimangono gli edifici del vecchio ghetto (ma non la sinagoga smantellata agli inizi del Novecento) e l'antico cimitero in via Romita.

### Lingue e dialetti
Ad Acqui Terme è parlato un dialetto alto-monferrino della lingua piemontese.

## Cultura
Il motto della città è "Arte et Marte", che può essere tradotto "Con l'ingegno e con la forza".

### Cucina e prodotti tipici
- Formaggetta - È un formaggio di latte di capra, morbido, più o meno stagionato.
- Filetto baciato - È un salume che si ottiene insaccando carne macinata di maiale attorno ad un filetto di maiale precedentemente conservato in salamoia. Questo salume ha una stagionatura di circa due mesi. Viene servito come antipasto.
- Funghi - Funghi porcini, galletti, ovuli, chiodini, mazze di tamburo.
- Tartufo.
- Amaretti - Sono dolci piccoli e tondi fatti con mandorle dolci e amare, zucchero e albume d'uovo.
- Farinata - Qui entra in gioco il solido e costante rapporto che lega questi territori alla riviera ligure. La farinata è una sottile torta di ceci di antica origine genovese, diffusasi ad Acqui Terme nel secolo scorso; oggi è diventata a pieno titolo una specialità locale. Viene servita bollente ed è condita con pepe nero.
- Acquese al rum - Cioccolatino fondente ripieno di rum.
- Stoccafisso all'acquese - piatto tipico della città, chiamato anche "u stucafìs" è una ricetta di origini a cavallo tra Piemonte e Liguria. Rientra nella classificazione PAT (prodotti agroalimentari tradizionali)

### Vini e liquori
- Dolcetto d'Acqui DOC - È un vino da tavola rosso
- Barbera d'Asti DOCG - È un vino da tavola rosso
- Brachetto d'Acqui DOCG - È un vino da dessert rosso frizzante o fermo
- Moscato DOCG - È un vino da dessert bianco frizzante
- Moscato passito DOCG - È un vino da dessert bianco frizzante
- Cortese passito DOC - È un vino da tavola bianco
- Moscato passito DOC - È un vino da dessert bianco
- Amaro Gamondi - Liquore digestivo

### Eventi
Tra gli eventi più importanti sono da segnalare il Premio Acqui Storia, premio letterario nato nel 1968, la Biennale Internazionale per l'Incisione, appuntamento per l'arte incisoria di tutto il mondo, e il Concorso Regionale di Poesia Dialettale, organizzato dall'assessorato comunale alla cultura e giunto nel 2025 alla sua XXXVIII edizione.

## Economia

### Artigianato
Di rilievo la lavorazione del ferro battuto, finalizzata soprattutto alla produzione di mobili.

## Infrastrutture e trasporti

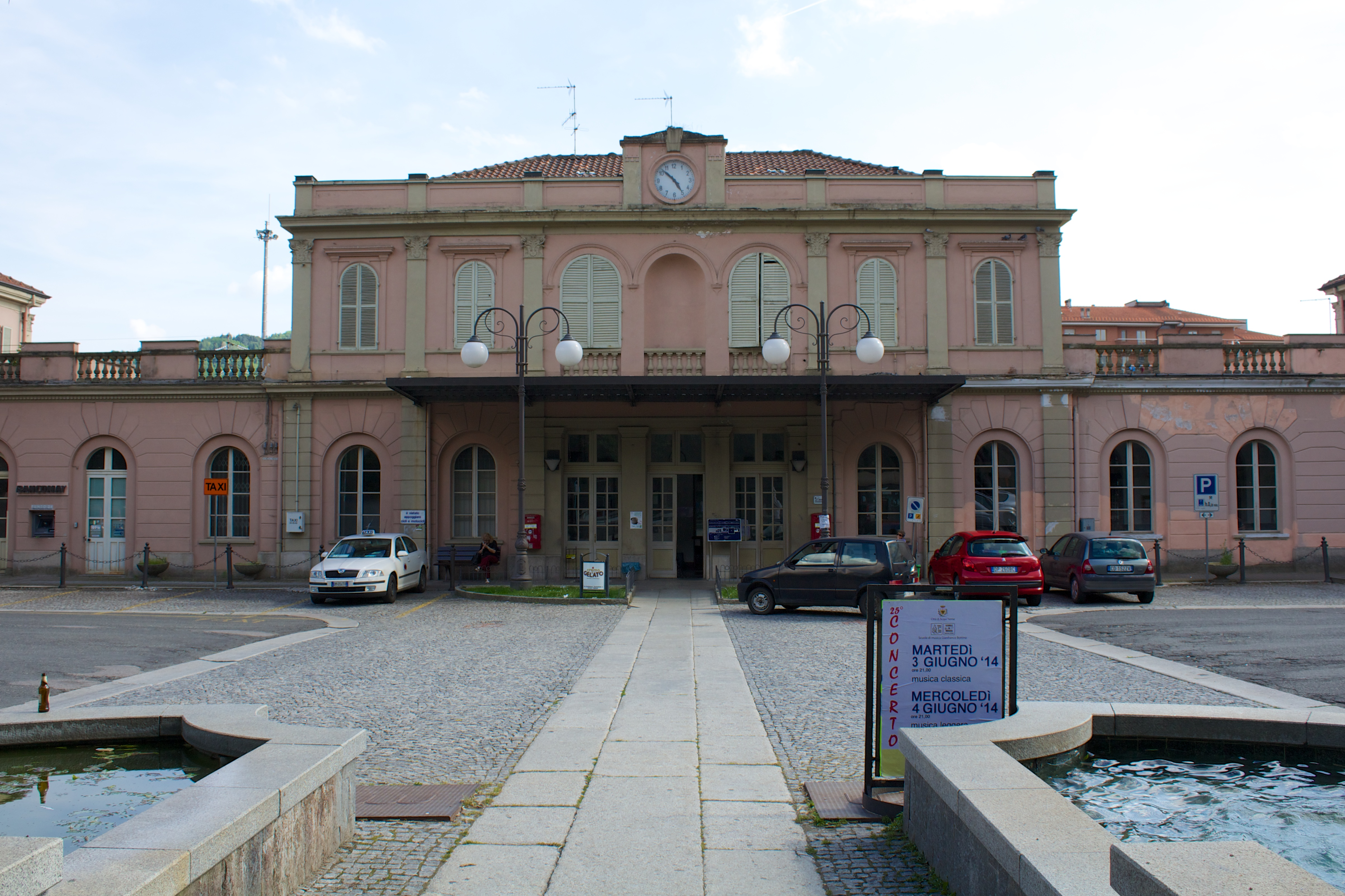
La stazione ferroviaria di Acqui Terme.

### Strade
Da Acqui parte la strada statale 334 del sassello (ss 334). La parte meridionale della cittadina è attraversata dalla strada statale 30 di Val Bormida (SS 30) che collega Savona ad Alessandria e interseca all'interno del territorio comunale, in prossimità del Fiume Bormida la strada statale 456 del Turchino (SS 456) (conosciuta come Strada Asti Mare) che collega Asti e Genova.

### Ferrovie
Dalla stazione di Acqui Terme si dipartono linee dirette ad Alessandria, Genova Brignole, San Giuseppe di Cairo, Asti.
Nella categorizzazione delle stazioni della RFI, Acqui Terme è considerata stazione di categoria silver.

## Amministrazione

Il gonfalone comunale

Di seguito è presentata una tabella relativa alle amministrazioni che si sono succedute in questo comune.
| Periodo          | Periodo          | Primo cittadino           | Partito                                                                               | Carica      | Note   |
| ---------------- | ---------------- | ------------------------- | ------------------------------------------------------------------------------------- | ----------- | ------ |
| 23 aprile 1988   | 11 dicembre 1989 | Enzo Balza                | Partito Socialista Italiano                                                           | Sindaco     | [ 22 ] |
| 15 gennaio 1990  | 16 giugno 1990   | Ubaldo Carlo Cervetti     | Partito Repubblicano Italiano                                                         | Sindaco     | [ 22 ] |
| 16 giugno 1990   | 8 giugno 1992    | Ernesto Cassinelli        | Democrazia Cristiana                                                                  | Sindaco     | [ 22 ] |
| 8 agosto 1992    | 28 dicembre 1992 | Giovanni Zito             |                                                                                       | Comm. pref. | [ 22 ] |
| 28 dicembre 1992 | 27 luglio 1993   | Bernardino Bosio          | Lega Nord                                                                             | Sindaco     | [ 22 ] |
| 8 settembre 1993 | 15 dicembre 1993 | Paolo Mongini             |                                                                                       | Comm. pref. | [ 22 ] |
| 15 dicembre 1993 | 17 novembre 1997 | Bernardino Bosio          | Lega Nord                                                                             | Sindaco     | [ 22 ] |
| 2 dicembre 1997  | 10 giugno 2002   | Bernardino Bosio          | Lega Nord                                                                             | Sindaco     | [ 22 ] |
| 11 giugno 2002   | 12 giugno 2007   | Danilo Rapetti            | lista civica                                                                          | Sindaco     | [ 22 ] |
| 12 giugno 2007   | 6 giugno 2012    | Danilo Rapetti            | centro-destra                                                                         | Sindaco     | [ 22 ] |
| 21 maggio 2012   | 25 giugno 2017   | Enrico Silvio Bertero     | lista civica: acquinsieme, Il Popolo della Libertà, lista civica: per Bertero sindaco | Sindaco     | [ 22 ] |
| 25 giugno 2017   | 17 luglio 2022   | Lorenzo Giuseppe Lucchini | Movimento 5 Stelle                                                                    | Sindaco     | [ 22 ] |
| 17 luglio 2022   | in carica        | Danilo Rapetti            | lista civica                                                                          | Sindaco     | [ 22 ] |

### Gemellaggi
- Genova
- Argostoli
- Tășnad

### Altre informazioni amministrative
Acqui fu capoluogo di circondario e di mandamento dal 1859 fino alla soppressione di questi enti nel 1926.
Nel 1929 inglobò i comuni di Terzo e di Visone, resi nuovamente autonomi nel 1947.
Fu ridenominato in Acqui Terme con decreto del presidente della Repubblica del 16 marzo 1956.

## Sport
Acqui Terme è stata per tre volte sede di partenza di tappa del Giro d'Italia: nel 1937, nel 1955 e nel 2024.
Nel comune hanno sede la società di calcio Acqui Calcio 1911 e l'Atletico Acqui.
Ad Acqui è presente una società ciclistica, il Pedale Acquese.
Ad Acqui sono presenti due società pallavolistiche: Pallavolo Acqui Terme (in serie B1 femminile dal 2016 al 2023, ora in serie D regionale) e Pallavolo La Bollente (in serie A3 maschile dalla stagione 2023/24)
Sono presenti molte strutture sportive, come un campo da golf ed il centro polisportivo di Mombarone.